# Comitatul de Boulogne

Blazonul comitatului de Boulogne.

Comitatul de Boulogne reprezintă o regiune istorică din Franța, având ca centru Boulogne-sur-Mer.
În perioada romană, Boulogne era situat în provincia romană Belgica și era populat de triburi celtice, până când acestea au fost înlocuite de triburi germanice, care au pus capăt stăpânirii imperiale romane. Regiunea a aparținut provinciei Artois, fiind detașată de aceasta în secolul al XV-lea, când a devenit parte a provinciei Picardia. Astăzi ea constituie o parte a actualului departament francez Pas-de-Calais.

## Istoria
Orașul Boulogne-sur-Mer a devenit centurl comitatului de Boulogne din secolul al IX-lea. Întemeietorul dinastiei conților de Boulogne se pare să fi fost Hernequin de Boulogne, fiu al unui anume Ragnhart. Hernequin s-a căsătorit cu Berta de Ponthieu în jurul anului 850.
La sfârșitul acelui secol, regiunea a fost în mod frecvent țintă a atacurilor și devastărilor vikingilor. Există o anume incertitudine cu privire la conții mai vechi. Se înregistrează mai multe persoane numite drept conte, însă primul care constituie o certitudine apare abia în secolul al XI-lea.
Boulogne a devenit ulterior influent în istoria Angliei, atunci când Eustațiu al II-lea de Boulogne l-a însoțit pe ducele Guillaume I de Normandia în campania sa de cucerire din 1066.
Boulogne a fost de asemenea un participant major la Prima cruciadă; frații lui Eustațiu al III-lea, Godefroy de Bouillon și Balduin de Bouillon, au devenit ulterior regi ai Ierusalimului, titlu care a fost oferit și lui Eustațiu însuși, fără ca acesta să îl accepte totuși.
Contele Reginald I de Boulogne a luat partea imperialilor în bătălia de la Bouvines din 1214, fiind înfrânt de către regele Franței, Filip al II-lea August.
Boulogne a trecut sub controlul regal nominal al Franței în 1223, când a fost conferit fiului lui Filip August, Filip Hurepel. Acesta s-a revoltat împotriva Biancăi de Castilia, la moartea regelui Ludovic al VIII-lea al Franței din 1226. Când Filip I a murit în 1235, din motive necunoscute comitatul a trecut în mâinile Adelaidei de Brabant și implicit ale soțului acesteia, contele Guillaume al X-lea de Auvergne, în defavoarea urmașilor lui Filip.
Boulogne a fost de nenumărate ori atacat pe parcursul Războiului de 100 de ani dintre Anglia și Franța. În 1477, Bertrand al VI-lea de La Tour a renunțat la comitat, iar regele Ludovic al XI-lea l-a încorporat definitiv Regatului Franței, cu excepția unei scurte perioade de stăpânire a englezilor, sub regele Henric al VIII-lea (1544-1546).

## Conți de Boulogne

### Conți incerți
- ?–882?: Hernequin
- ?–?: Odakar al V-lea sau Odokar cel Mare
- ?–?: Inglebert I
- ?–?: Odakar al VI-lea
- ?–?: Arnoul al II-lea

### Casa de Flandra

Blazon din jurul anului 1200

- 896–918: Balduin I (de asemenea, conte de Flandra, sub numele de Balduin al II-lea)
- 918–933: Adelolf (fiul lui Balduin I)
- 933–964: Arnulf I (fiul lui Balduin I, de asemenea conte de Flandra)
- 964–971: Arnulf al II-lea (fiul lui Adelolf)
- 971–990: Arnulf al III-lea (fiul lui Arnulf al II-lea)
- 990–1025: Balduin al II-lea (fiul lui Arnulf al III-lea)

### Casa de Boulogne

Blazon de după 1200

- 1042–1049: Eustațiu I (fiul lui Balduin al II-lea)
- 1049–1087: Eustațiu al II-lea[1] (fiul lui Eustațiu I)
- 1087–1125: Eustațiu al III-lea[1](fiul lui Eustațiu al II-lea)
- 1125–1151: Matilda I (fiica lui Eustațiu al III-lea, căsătorită cu regele Ștefan al Angliei, de asemenea, conte de Blois, conte de Mortain, duce de Normandia)

### Casa de Blois

Blazon de după 1200

- 1151–1153: Eustațiu al IV-lea (fiul Matildei, de asemenea conte de Mortain)
- 1153–1159: Guillaume I (fratele lui Eustațiu al IV-lea, de asemenea conte de Mortain și earl de Surrey)
- 1159–1170: Maria I (sora lui Guillaume I, căsătorită cu Matei de Alsacia)

### Casa deAlsacia
- 1170–1173: Matei I
- 1173–1216: Ida (fiică a lui Matei I, căsătorită cu Reginald de Dammartin, conte de Dammartin și conte de Aumale)
  - 1173–1180: Matei de Alsacia, ca Matei al II-lea
  - 1181–1182: Gerard, regent în Ducatul Geldern
  - 1183–1186: Berthold al IV-lea de Zähringen

### Casa deDammartin
- 1216–1260: Matilda a II-a (de asemenea, regină a Portugaliei, contesă de Mortain, contesă de Aumale și contesă de Dammartin), căsătorită cu:
  - 1223–1235: Filip I Hurepel (de asemenea, conte de Clermont-en-Beauvaisis)
  - 1235–1253: Alfons (de asemenea, rege al Portugaliei)

### Casa deAuvergne
- 1253–1260: Damian de Auvergne (de asemenea, conte de Auvergne)
- 1260–1261: Adelaida (verișoară a lui Damian, căsătorită cu Guillaume al III-lea, conte de Auvergne)
- 1261–1277: Robert I (fiul Adelaidei, de asemenea conte de Auvergne)
- 1277–1314: Robert al II-lea (fiul lui Robert I, de asemenea conte de Auvergne)
- 1314–1325: Robert al III-lea (fiul lui Robert al II-lea, de asemenea conte de Auvergne)
- 1325–1332: Guillaume al II-lea (fiul lui Robert al III-lea, de asemenea conte de Auvergne)
- 1332–1360: Ioana I (fiica lui Guillaume al II-lea, de asemenea contesă de Auvergne), căsătorită cu:
  - 1338–1346: Filip al II-lea (de asemenea conte de Auvergne)
  - 1350–1360: Ioan I (de asemenea, rege al Franței, conte de Auvergne)

### Ducatul Burgundia
- 1360–1361: Filip al III-lea (fiul lui Ioan I, de asemenea duce de Burgundia, conte de Auvergne, conte de Artois și conte de Franche-Comté)

### Casa deAuvergne
- 1361–1386: Ioan al II-lea (fiul lui Filip al III-lea, de asemenea conte de Auvergne)
- 1386–1404: Ioan al III-lea (fiul lui Ioan al II-lea, de asemenea conte de Auvergne)
- 1404–1424: Ioana a II-a (fiica lui Ioan al III-lea, de asemenea contesă de Auvergne), căsătorită cu:
  - 1404–1416: Ioan al IV-lea (de asemenea, duce de Berry)
  - 1416–1424: George
- 1424–1437: Maria a II-a (verișoară a Ioanei a II-a, de asemenea contesă de Auvergne)

### Casa deLa Tour d'Auvergne
- 1437–1461: Bertrand I (fiul Mariei a II-a, de asemenea conte de Auvergne)
- 1461–1497: Bertrand al II-lea (fiul lui Bertrand I, de asemenea conte de Auvergne)
- 1497–1501: Ioan al V-lea (fiul lui Bertrand al VI-lea, de asemenea conte de Auvergne)

După moartea lui contelui Ioan al V-lea, comitatul de Boulogne a fost integrat domeniilor Coroanei regale a Franței.